# 皇甫松
皇甫松（生卒年不詳），皇甫湜之子。字子奇，自稱檀欒子。睦州新安（今浙江省淳安市）人。生平事蹟不詳。皇甫湜之子、牛僧孺的表甥。
《花間集》錄其詞十一首。《全唐詩》十八首。代表詞作〈采蓮子〉、〈怨回紇歌〉、〈浪淘沙〉、〈摘得新〉、〈夢江南〉。